# Jeb Bush
John Ellis "Jeb" Bush (født 11. februar 1953) var guvernør i den amerikanske stat Florida i perioden 1999-2007. Han er søn af USA's tidligere præsident George H.W. Bush og bror til tidligere præsident George W. Bush.
Bush forsøgte at blive opstillet som republikansk kandidat ved præsidentvalget i 2016, men trak sit kandidatur 21. februar 2016.